# لي ميس
لي ميس (بالإنجليزية: Lee Mays)‏ هو لاعب كرة قدم أمريكية أمريكي، ولد في 18 سبتمبر 1978 في هيوستن في الولايات المتحدة.

## وصلات خارجية
- لي ميس على موقع الاتحاد الدولي لألعاب القوى (الإنجليزية)
- لي ميس على موقع مرجع كرة القدم المحترفة.كوم (الإنجليزية)